# Sérgio Magalhães
Sérgio Nunes de Magalhães Júnior, mais conhecido como Sérgio Magalhães, (Recife, 7 de fevereiro de 1916 — Rio de Janeiro, 19 de junho de 1991) foi um engenheiro civil e político brasileiro, outrora deputado federal pela Guanabara.

## Dados biográficos
Filho de Sérgio Nunes de Magalhães e Antônia de Godoy Magalhães. Engenheiro civil formado em 1936 na Universidade Federal de Pernambuco, trabalhou na Diretoria de Obras Públicas da Secretaria de Viação e Obras Públicas de Pernambuco e no ano seguinte mudou-se para o Rio de Janeiro. Na então capital federal trabalhou na Diretoria de Limpeza Pública da Secretaria de Viação e Obras Públicas e depois chefiou o serviço de estatística da referida pasta. Dirigiu o Departamento de Geografia e Estatística da prefeitura do Distrito Federal entre 1939 e 1947, trabalhou no laboratório de estatística do Instituto Brasileiro de Geografia e Estatística (IBGE) por três anos a partir de 1948 e assumiu a direção do Montepio dos Empregados Municipais (MEM) em 1952, autarquia essa que originou o RioPrevidência.
Eleito deputado federal pelo PTB do antigo Distrito Federal em 1954 e 1958, foi um dos fundadores da Frente Parlamentar Nacionalista no governo do presidente Juscelino Kubitschek. Com a mudança da capital federal para Brasília, a cidade do Rio de Janeiro tornou-se o estado da Guanabara e nisso Sérgio Magalhães foi derrotado por Carlos Lacerda ao disputar o governo carioca em 1960. Com a renúncia de Jânio Quadros a 25 de agosto de 1961, Ranieri Mazzilli assumiu interinamente a Presidência da República e Sérgio Magalhães a presidência da Câmara dos Deputados.
Reeleito deputado federal em 1962, posicionou-se a favor das Reformas de Base defendidas pelo presidente João Goulart. Com a vitória do Regime Militar de 1964, teve o mandato cassado pelo Ato Institucional Número Um e os direitos políticos suspensos por dez anos. Dedicado às suas atividades profissionais, retornou à vida política no governo Moreira Franco como presidente do Instituto de Previdência do Estado do Rio de Janeiro. Faleceu vítima de infarto na capital fluminense.
Seu  irmão, Agamenon Magalhães, exerceu intensa atividade política na primeira metade do Século XX e foi eleito governador de Pernambuco via PSD em 1950.